# Экономика Нигера
Нигер — одна из наименее развитых стран мира и занимает второе по уровню бедности место в мире (после Сьерра-Леоне).

## История
В конце XIX века территория страны была захвачена французскими войсками и превращена в колонию Франции.
В декабре 1958 года Нигер был провозглашён республикой в составе Французского сообщества, а 3 августа 1960 года была провозглашена независимость страны. По состоянию на 1970 год Нигер являлся крайне отсталой аграрной страной (в сельском хозяйстве были заняты 97 % населения), развитие промышленности было незначительным (перед провозглашением независимости в 1960 году в стране действовало пять небольших предприятий по очистке арахиса и производству стройматериалов, в 1970 году — 30 небольших предприятий).
В начале 1980х годов в стране начались масштабные работы по высадке деревьев и кустарников для борьбы с опустыниванием (которые проходили под эгидой ЮНЕП и с использованием советского опыта закрепления барханов в Каракумах, улучшения пустынных пастбищ путём высадки разных видов трав и мелиорации засоленных почв в Туркменской ССР). В дальнейшем работы были продолжены в долине Маджиа с целью предотвратить распространение пустыни Сахара (к концу 1988 года было высажено 400 км лесополос и достигнуто увеличение урожайности на участках местности, защищённых деревьями от воздействия жарких ветров из пустыни).

## Современное состояние

### Сельское хозяйство
В сельском хозяйстве занято 90 % трудоспособного населения (1995), оно даёт 37,3 % ВВП (2015). Из-за жаркого климата и пустынной местности обрабатывается только 3,5 % территории страны. Сельское хозяйство полностью зависит от количества выпавших осадков, часты засухи. Главная потребительская культура — просо (3,7 млн т, второе место в мире). Выращивают также манго, коровий горох,  дыни, лук-шалот, арахис, сорго, рис, сахарный тростник.

### Промышленность
В промышленности занято 6 % трудоспособного населения (1995), оно даёт около 19 % ВВП (2015). Нигер занимает 3 место в мире по добыче урана. Обрабатывающая промышленность представлена предприятиями по переработке сельскохозяйственного сырья. Действуют фабрики по производству пива, муки, текстильных изделий.

### Транспорт
Аэропорты
- всего — 30 (2013)[2], в том числе:
  - с твёрдым покрытием — 10
  - без твёрдого покрытия — 20

Автомобильные дороги
- всего — 25.7 тыс. км (2010)[2], в том числе:
  - с твёрдым покрытием — 3,9 тыс. км
  - без твёрдого покрытия — 15 тыс. км

### Торговля
- Экспорт: $222 млн

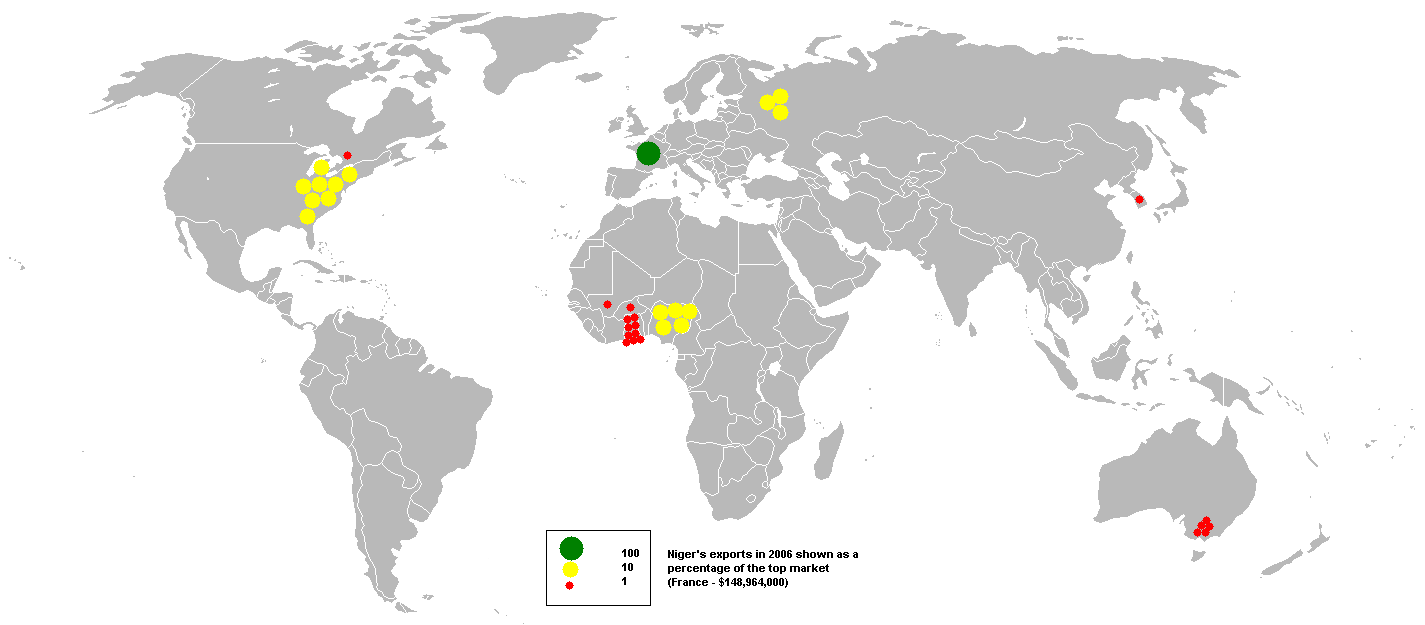
Экспорт Нигера в 2006 году

- Статьи экспорта: уран, нефть, золото, просо
- Партнёры по экспорту: Франция, США, Нигерия, Россия
- Импорт: $588 млн
- Статьи импорта: продовольствие, машины, транспорт, топливо
- Партнёры по импорту: США, Франция, Китай, Нигерия